# Бин, Генри
Генри Бин (англ. Henry Bean; род. 3 августа 1945, Филадельфия, Пенсильвания) — американский сценарист, кинорежиссёр, кинопродюсер, писатель и актёр. Наиболее известен как сценарист фильмов «Внутреннее расследование», «Под прикрытием», «Восход Венеры», «Фанатик», «Основной инстинкт 2» и «Шум». Как режиссёр Бин снял фильмы «Фанатик» и «Шум».
Также в 2019 году был сосценаристом двух эпизодов сериала «ОА».

## Фильмография
| Год  | Название                 | Режиссёр | Сценарист | Продюсер |
| ---- | ------------------------ | -------- | --------- | -------- |
| 1983 | Бегущий смельчак         | Нет      | Да        | Нет      |
| 1990 | Внутреннее расследование | Нет      | Да        | Нет      |
| 1992 | Под прикрытием           | Нет      | Да        | Да       |
| 1995 | Восход Венеры            | Нет      | Да        | Нет      |
| 2001 | Фанатик                  | Да       | Да        | Нет      |
| 2006 | Основной инстинкт 2      | Нет      | Да        | Нет      |
| 2007 | Шум                      | Да       | Да        | Да       |

## Награды и номинации
| Год  | Награда                                  | Категория                           | Работа              | Результат |
| ---- | ---------------------------------------- | ----------------------------------- | ------------------- | --------- |
| 2001 | Премия Европейской киноакадемии          | Screen International Award          | Фанатик             | Номинация |
| 2001 | Готэм                                    | Открытая ладонь (Прорыв — Режиссёр) | Фанатик             | Победа    |
| 2001 | Humanitas Prize                          | Sundance Film Category              | Фанатик             | Номинация |
| 2001 | Московский международный кинофестиваль   | Золотой Георгий                     | Фанатик             | Победа    |
| 2001 | Московский международный кинофестиваль   | Лучший режиссёр                     | Фанатик             | Победа    |
| 2001 | Международный кинофестиваль в Стокгольме | Бронзовая лошадь                    | Фанатик             | Номинация |
| 2001 | Сандэнс                                  | Гран-При — Драма                    | Фанатик             | Победа    |
| 2002 | Независимый дух                          | Лучший сценарий                     | Фанатик             | Номинация |
| 2002 | Независимый дух                          | Лучший дебютный фильм               | Фанатик             | Номинация |
| 2003 | Приз Ассоциации кинокритиков Чикаго      | Самый многообещающий режиссёр       | Фанатик             | Номинация |
| 2007 | Золотая малина                           | Худший сценарий                     | Основной инстинкт 2 | Победа    |